# Piper chalhuapuquianum
Piper chalhuapuquianum är en pepparväxtart som beskrevs av William Trelease. Piper chalhuapuquianum ingår i släktet Piper och familjen pepparväxter. Inga underarter finns listade i Catalogue of Life.